# Труд и Знание
Труд и Знание — село в Звериноголовском районе Курганской области России. Административный центр Трудовского сельсовета.

## География
Село находится на юге Курганской области, в пределах южной части Западно-Сибирской равнины, в лесостепной зоне, на северном берегу озера Половинного, к западу от реки Тобол, на расстоянии примерно 6 километров (по прямой) к западу от села Звериноголовского, административного центра района.

## Население
| 1989 | 2002 | 2010 |
| ---- | ---- | ---- |
| 933  | ↘676 | ↘574 |